# Unforgiven (музички албум)
Unforgiven је девети по реду студијски албум београдске блуз групе Dr. Project Point Blank Blues Band из 2012. године.

## Списак песама
1. Cry For Love 4:49
2. No More Tears On My Guitar Strings 4:50
3. Wish You Were Me 4:08
4. 911 3:46
5. Free Now 3:47
6. Madness 4:32
7. Street Song 3:27
8. Feeling Easy 5:10
9. Wrong Kind Of Woman 3:20
10. Steamroller 3:31
11. Changes 3:54
12. Blue And Green 4:22

## Музичари
- Дарко Грујић - клавијатуре и вокал
- Зоран Миленковић - бас гитара
- Благоје Недељковић - бубњеви
- Ненад Стошић - удараљке
- Никола Ђокић - бубњеви
- Драгољуб Црнчевић Др. - гитара и вокал

## Гостујући музичари
- Саша Ранђеловић - гитара
- Владан Станојевић - слајд гитара
- Мирко Томић - добро
- Ненад Златановић - гитара
- Robert Cowan - усна хармоника
- Бојан Убипарип - усна хармоника
- Љубомир Гаврић - виолина
- Тони Матијевић - гитара
- Сава Матић - дувачка секција
- Миле Антонијевић - дувачка секција
- Вукашин Марковић - дувачка секција

## Остало
Духовни продуцент: Оливер Трифковић
Дизајн омота: Јелена Сеничић